# Plantago exilis
Plantago exilis är en grobladsväxtart som beskrevs av Joseph Decaisne. Plantago exilis ingår i släktet kämpar, och familjen grobladsväxter. Inga underarter finns listade i Catalogue of Life.